# CD Nacional (Portugália)
A CD Nacional, teljes nevén Clube Desportivo Nacional, vagy Nacional da Madeira egy portugál labdarúgócsapat, amely jelenleg az első osztályban szerepel. Székhelyük Madeira szigetén, Funchal városában van. A klubot 1910-ben alapították.

## Története
A Nacional története során először a 90-es évek közepén jutott fel az első osztályba, majd a 2002-03-as szezonban ismét visszatértek, azóta itt szerepelnek. A 2003-04-es szezonban elérték legjobb helyezésüket, negyedikek lettek a bajnokságban.
A csapat legjobb eredménye a kupában egy negyeddöntő. Kétszer, 2004-ben és 2006-ban is szerepeltek az UEFA-kupában, mindkétszer az első körben kiestek.
2009-ben megismételték legjobb eredményüket, ismét negyedikek lettek, emellett a kupában az elődöntőig jutottak.

## Jelenlegi keret
2019. július 28-i állapotnak megfelelően.
| #  |     | Poszt | Név                                                           |
| -- | --- | ----- | ------------------------------------------------------------- |
| 1  | CMR | K     | Ohoulo Framelin                                               |
| 2  | POR | V     | Nuno Campos                                                   |
| 3  | ARG | V     | Leonel Mosevich (on loan from Argentinos Juniors csapatától)  |
| 4  | POR | V     | Diogo Coelho                                                  |
| 5  | URU | V     | Anthony Sosa (on loan from Progreso csapatától)               |
| 6  | NGR | KP    | Abdullahi Alhassan                                            |
| 7  | POR | CS    | João Camacho                                                  |
| 8  | POR | KP    | Jota                                                          |
| 9  | BRA | CS    | Perotti                                                       |
| 10 | ARG | CS    | Marco Borgnino (kölcsönben az Atlético de Rafaela csapatától) |
| 11 | CUR | CS    | Kenji Gorré                                                   |
| 12 | BRA | K     | Gauther                                                       |
| 13 | BRA | K     | Daniel Guimarães                                              |
| 14 | POR | KP    | Rúben Micael                                                  |

| #  |     | Poszt | Név             |
| -- | --- | ----- | --------------- |
| 21 | KOR | V     | Seung Jun Lee   |
| 22 | BRA | V     | Kalindi         |
| 23 | MOZ | CS    | Witi            |
| 33 | POR | V     | Rui Correia     |
| 35 | HON | CS    | Bryan Róchez    |
| 37 | BRA | V     | Felipe Lopes    |
| 44 | BRA | V     | Júlio César     |
| 55 | CPV | KP    | Nuno Borges     |
| 70 | FRA | KP    | Mabrouk Rouai   |
| 77 | POR | CS    | João Fernandes  |
| 80 | POR | KP    | Vítor Gonçalves |
| 88 | BRA | KP    | Kaká            |
| 94 | COL | CS    | Brayan Riascos  |

## Ismertebb játékosok
| - Cristiano Ronaldo - Miguelito - Carlos Chainho - Fábio Coentrão - João Coimbra - João Moreira - Ricardo Esteves - Rafik Halisz - Carlos Chaínho - Fernando Ávalos - Julio Marchant | - Paulo Assunção - Wendel - Adriano Rossato - Adriano - Serginho - Georgij Csilikov - Fernando Aguiar - Cléber Chalá - Diego Benaglio - Marcelo Lipatin |

## Edzők
- (1989–1991)  Jair Picerni
- (1991–1992)  Eurico Gomes
- (1995–1996)  Rodolfo Reis
- (1996–1998)  Jair Picerni
- (1999–2003)  José Peseiro
- (2003–2004)  Casemiro Mior
- (2004–2005)  João Carlos Pereira
- (2005–2006)  Manuel Machado
- (2006–2007)  Carlos Brito
- (2007–2008)  Predrag Jokanović
- (2008–)  Manuel Machado

## A klub elnökei
- (1910–1926)  António Figueira
- (1926–1932)  Ernesto Dos Santos
- (1932–1936)  António Caldeira
- (1936–1940)  Consuelo Figueira
- (1940–1944)  Luís Serrão
- (1944–1948)  Daniel Machado
- (1954–1958)  José Abreu
- (1958–1964)  António Manuel Caldeira
- (1964–1965)  Fernando Rebelo
- (1965–1969)  Luís Serrão
- (1969–1973)  António Manuel Caldeira
- (1973–1993)  Nélio Mendonça
- (1993–1994)  Fausto Pereira
- (1994–)  Rui Alves

## Legtöbb mérkőzés a klubnál
2009. április 24. szerint.
| # | Játékos          | A klubnál | Mérkőzés | Gól |
| - | ---------------- | --------- | -------- | --- |
| 1 | Serginho         | 1994–2004 | 259      | 74  |
| 2 | Bruno Patacas    | 2002–     | 204      | 5   |
| 3 | Cléber           | 2003–     | 174      | 1   |
| 4 | Fernando Ávalos  | 2003–2008 | 131      | 4   |
| 5 | Alonso           | 2004–     | 123      | 13  |
| 6 | Adriano          | 2002–2005 | 100      | 47  |
| 7 | Bruno Fernandes  | 2004–2007 | 91       | 7   |
| 8 | Fernando Cardozo | 2003–2008 | 90       | 0   |
| 9 | Diego Benaglio   | 2005–2008 | 71       | 0   |

## Legtöbb gól
2009. április 17. szerint.
| # | Játékos  | A klubnál | Gól | Mérkőzés |
| - | -------- | --------- | --- | -------- |
| 1 | Serginho | 1994–2004 | 74  | 259      |
| 2 | Adriano  | 2002–2005 | 47  | 100      |
| 3 | Nenê     | 2008–     | 24  | 38       |
| 4 | Alonso   | 2004–     | 13  | 122      |